# Parts
Els parts (en llatí: parthi o parthyaei, en grec antic Πάρθοι), originàriament anomenats parnis o aparnis (Πάρνοι, 'Parnoi', Ἄπαρνοι, 'Aparnoi') van ser un poble indoeuropeu establert a la zona del nord-est del modern Iran. Encara que el seu nom podria derivar de l'escita (part vol dir "exiliat" en llengua escita) i tenien moltes influències escites, eren sens dubte una branca dels iranians i probablement el nom derivava del persa antic pardu o sànscrit parada.
Cap a mitjans del segle III aC, els parnis van envair Pàrtia, van expulsar el sàtrapes grecs que tot just havien aconseguit independitzar-se, i van fundar una nova dinastia, la dels Arsàcides que van establir l'Imperi Part. Segons Estrabó eren governats per un rei assistit d'un consell compost de nobles i familiars del monarca, i un segon consell de mags o sacerdots. Eren famosos pel seu domini dels cavalls i de l'arc i disparaven les fletxes mentre muntaven.